# 布魯克維爾 (伊利諾伊州)
布魯克維爾（英語：Brookville）是位於美國伊利諾伊州奧格爾縣的一個非建制地區。該地的面積和人口皆未知。

## 地理
布魯克維爾的座標為42°02′55″N 89°41′02″W / 42.04861°N 89.68389°W，而該地的平均海拔高度為238米（即781英尺）。